# Valérie Keruzoré
Valérie Keruzoré est une actrice française. Elle a interprété notamment le rôle de Nessa dans la série Kaamelott.

## Biographie

### Vie professionnelle
Elle débute comme comédienne au théâtre en 1998 dans Party Time de Harold Pinter, à la télévision en 2000 dans Le crime ne paie pas de Denys Granier-Deferre et au cinéma en 2001 Sauvage innocence de Philippe Garrel.

### Vie privée
Fille de l'ancien footballeur Raymond Keruzoré, Valérie Keruzoré est mariée à l'acteur Tchéky Karyo avec lequel elle a eu une fille prénommée Louise.

## Filmographie

### Cinéma
- 2001 : Sauvage Innocence de Philippe Garrel : Flora
- 2001 : Le Nouveau Jean-Claude de Didier Tronchet
- 2002 : L'Adversaire de Nicole Garcia
- 2002 : Violence des échanges en milieu tempéré de Jean-Marc Moutout : Marine
- 2003 : Illumination de Pascale Breton : Delph
- 2005 : Je ne suis pas là pour être aimé de Stéphane Brizé : la vendeuse de la parfumerie
- 2005 : Le Cactus de Gérard Bitton et Michel Munz : l'assistante du Pr. Fontana
- 2007 : Anna M. de Michel Spinosa : l'infirmière
- 2009 : Erreur de la banque en votre faveur de Gérard Bitton et Michel Munz : Marguerite
- 2012 : Trois mondes de Catherine Corsini
- 2013 : Violette de Martin Provost : la secrétaire des Éditions Gallimard
- 2015 : L'étudiante et Monsieur Henri de Ivan Calbérac : la mère de Constance
- 2021 : Kaamelott : Premier Volet d'Alexandre Astier : Nessa

### Télévision
- 2006-2007 : Kaamelott, série télévisée créée par Alexandre Astier, Alain Kappauf et Jean-Yves Robin, 12 épisodes : Nessa
- 2009 : La Reine et le Cardinal, téléfilm en deux épisodes réalisé par Marc Rivière : Madame de Montbazon
- 2011 : Un pied dans le crime, téléfilm de Dominique Thiel d'après Eugène Labiche : Mme Gatinais
- 2011-2015 : Hard, série créée et réalisée par Cathy Verney, sept épisodes : Armelle

## Théâtre
- 2002 : La Marelle et Stand de tir de Israel Horovitz, mise en scène C. Hausseux et Y. Policar
- 2002 : Le Traitement de Martin Crimp, mise en scène Nathalie Richard
- 2002 : Solness le constructeur de Henrik Ibsen, mise en scène Sandrine Anglade, tournée
- 2003 : Occupe-toi d'Amélie de Georges Feydeau, mise en scène Stéphane Daurat
- 2006 : Happy people, mise en scène J.F Auguste
- 2006 : L'Adopté de et mise en scène Joël Jouanneau
- 2006 : Promenades de Noëlle Renaude, mise en scène Marie Rémond
- 2007 : Flexible, hop hop ! d’Emmanuel Darley, mise en scène Patrick Sueur et Paule Grolleau, tournée
- 2007 : Le temps est un songe de Henri-René Lenormand, mise en scène Jean-Louis Benoît, tournée
- 2010 : Un pied dans le crime d’Eugène Labiche, mise en scène Jean-Louis Benoît, TNBA, tournée,
- 2011 : La Mastication des morts de Patrick Kermann, mise en scène Patrick Sueur et Paule Grolleau, tournée
- 2011 : Courteline, amour noir : La Peur des coups, La Paix chez soi, Les Boulingrin de Georges Courteline, mise en scène Jean-Louis Benoît, La Criée, tournée
- 2013 : La crise commence où finit le langage d'Eric Chauvier et Olivier Balazuc, mise en scène Olivier Balazuc
- 2015 : Trissotin ou les Femmes savantes de Molière, mise en scène Macha Makeïeff, Nuits de Fourvière à Lyon, tournée
- 2017 : L'Imparfait de et mise en scène Olivier Balazuc, Festival d'Avignon, tournée
- 2019 : Verte de Marie Desplechin, mise en scène Léna Bréban
- 2024 : Check-Up de Sébastien Thiéry, mise en scène Jean-Louis Benoît, théâtre Antoine